# Gens Aternia
La gens Aternia era una famiglia patrizia dell'antica Roma nei primi anni della Repubblica. L'unico membro della gens che raggiunse il consolato fu Aulo Aternio Varo detto il Fontinale nel 454 a.C. Sei anni dopo, diventò uno dei pochi patrizi ad aver ricoperto la carica di tribuno della plebe senza aver prima abbandonato lo status sociale di patrizio. A lui si deve la lex Aternia Talpeia, portata avanti insieme al collega nell'anno del consolato.